# 阿德萊德 (喬治亞州)
阿德萊德（英語：Adelaide）是位於美國喬治亞州米切爾縣的一個非建制地區。該地的面積和人口皆未知。

## 地理
阿德萊德的座標為31°16′01″N 84°08′55″W / 31.26694°N 84.14861°W，而該地的平均海拔高度為61米（即200英尺）。